# 四人围棋

## 简要介绍
四人围棋，又叫“四国围棋”，即四人一起下的围棋，下法和两人围棋的规则大致相同，可以用黑白两种棋子，也可以增加其他颜色，用四种颜色的棋子下棋，两人联合成一队，或者四人独立下棋。 
四人围棋源自中国，早在北宋沈括《梦溪笔谈》中就有“四人分曹围棋”的记载，宋朝李逸民的《忘忧清乐集》书中载有《成都府四仙子图》的四人联棋谱。元朝人严德甫、晏天章编著的《玄玄棋经》中录有《四仙子图序》一文中称“四仙图谓四人围棋”。

## 外部連結
- 2011欧洲围棋大会掠影 四色双人围棋：http://sports.sina.com.cn/go/p/2011-07-28/06315678283.shtml（页面存档备份，存于）
- 《梦溪笔谈》.卷十八.技艺：https://web.archive.org/web/20150608032220/http://www.confucianism.com.cn/detail.asp?id=12649
- 討論[永久]